# Tangiwai-ulykken
Tangiwai-ulykken var en voldsom togulykke, der fandt sted 24. december 1953 ved Tangiwai i New Zealand. Ved ulykken omkom 151 mennesker, hvilket gør den til den alvorligste togulykke i landets historie.
NZR KA class 4-8-4 lokomotiv nummer 949 med elleve vogne var på vej fra Wellington til Auckland, da det skulle passere broen over floden Whangaehu ved Tangiwai. Broen var imidlertid få minutter forinden blevet stærkt skadet som følge af en lahar (et mudderskred) fra Ruapehu-bjerget. Skreddet havde revet et helt brofag væk, så kun skinnerne stod tilbage, og da toget kørte ind på disse, kunne skinnerne ikke holde vægten og brød helt sammen. Lokomotivet og den forreste vogn nåede over på den anden side, men da de efterfølgende vogne faldt ned, trak de også de forreste med, og lokomotivet, tenderen og de første seks vogne styrtede i floden, mens de sidste tre passagervogne samt yderligere to vogne blev på breden.
Af de 285 personer i toget omkom 151. Af de seks passagervogne, der styrtede i floden, var samtlige togets fem 2. klassesvogne, og af de 176 passagerer på 2. klasse reddede blot 28 livet.
Redningsaktionen blev gennemført af blandt andet soldater, jernbanepersonale, politi, vejarbejdere, lokale landmænd og bedemænd. Landets premierminister hastede til ulykkesstedet for at deltage i koordineringen af aktionen. Arbejdet blev besværliggjort af det omfattende mudderlag, som var forårsaget af laharen. Det lykkedes ikke at finde alle ligene, idet tyve ikke blev fundet i tiden efter ulykken. Med mellemrum helt op til halvtreds år senere er der dog fundet skeletter, der kan være fra nogle af de manglende lig.
39°27′53″S 175°34′36″Ø / 39.46472°S 175.57667°Ø